# Möja västerfjärd
Möja västerfjärd är en fjärd i Stockholms skärgård som ligger väster och norr om Möja. I söder ansluter den till Möja söderfjärd via det 500 meter breda sundet mellan Södermöja och Södra Stavsudda. Husaröleden passerar över Möja västerfjärd.
Möja västerfjärd är den djupaste fjärden i Stockholms skärgård. Det största uppmätta djupet är 116 meter.